# Stein (Zuid-Holland)
Stein, ook wel bekend als Land van Stein, is een buurtschap behorende tot de Krimpenerwaard in de Nederlandse provincie Zuid-Holland. Daarvoor was het een heerlijkheid en gemeente. Het ligt in het noorden van Haastrecht aan de Hollandsche IJssel en ten oosten van de gemeente Gouda. De buurtschap telde in 2017 1115 inwoners en valt voor de postadressen onder Haastrecht.

## Geschiedenis
Aan het begin van de 14e eeuw duikt de naam Land van Steyn op, genoemd naar de toenmalige heer Arnoud van Steyn (±1266 - ±1328). Oorspronkelijk was het in bezit van de proosdij van Oudmunster te Utrecht. In 1481 verwerft de stad Gouda de hoge heerlijkheid Steyn in erfpacht. In 1579 besluiten de Staten van Holland dat Gouda de hoge heerlijkheid als onversterfelijk erfleen mag behouden. In 1529 wordt de proost van Oudmunster door keizer Karel V gedwongen zijn rechten op Stein te verkopen.
In 1795 werden heerlijkheden afgeschaft en ontstonden gemeentes. Het Land van Steyn, Kort Haarlem, Willens, Vrijhoef en Kalverenbroek vormden de gemeente Land van Steyn. In 1805 vonden er grenswijzigingen plaats waarbij de gemeente in de provincie Utrecht kwam te liggen, met uitzondering van het gedeelte Kort Haarlem dat evenals Gouda tot de provincie Holland ging behoren. Op 1 januari 1812 volgt een nieuwe indeling en wordt de gemeente Land van Steyn samengevoegd met Reeuwijk. Op 1 april 1817 veranderde de indeling opnieuw en ontstond de gemeente Stein. Op 1 januari 1827 werd de gemeente uitgebreid met het gebied van de opgeheven gemeente Vrijhoef en Kalverbroek. Vanaf 1817 wordt Stein geschreven met een "i". In 1828 werd Kort Haarlem bij Gouda gevoegd. Op 1 juli 1870 werd de gemeente opgeheven. Voor- en Midden Willens werden bij Gouda gevoegd en de rest van het grondgebied kwam bij Reeuwijk. De gemeente telde toen 438 inwoners. Gouda kreeg er 99 inwoners bij en Reeuwijk 339.
In 1964 werd Gouda's grens verlegd tot halverwege Achter-Willens. Het gedeelte van het voormalige Land van Stein vanaf de spoorlijn Utrecht-Gouda tot aan de IJssel komt bij Haastrecht. Het meest noordelijke stukje van het Land van Stein, de rest van Achter-Willens en Vrijhoef en Kalverenbroek (die beide nog slechts uit water bestaan), blijven bij de gemeente Reeuwijk. Op 1 januari 1985 ging de gemeente Haastrecht op in de gemeente Vlist en daarmee ook buurtschap Stein.
Voor de reformatie stond in Stein het klooster Emmaüs, waar Desiderius Erasmus kloosterling was. Ter plaatse bevindt zich nu een boerderij genaamd "Het klooster".
Tot en met 31 december 2014 was Stein onderdeel van de gemeente Vlist. Op 1 januari 2015 ging de plaats samen met de gemeente op in de fusiegemeente Krimpenerwaard.

## Bestuur

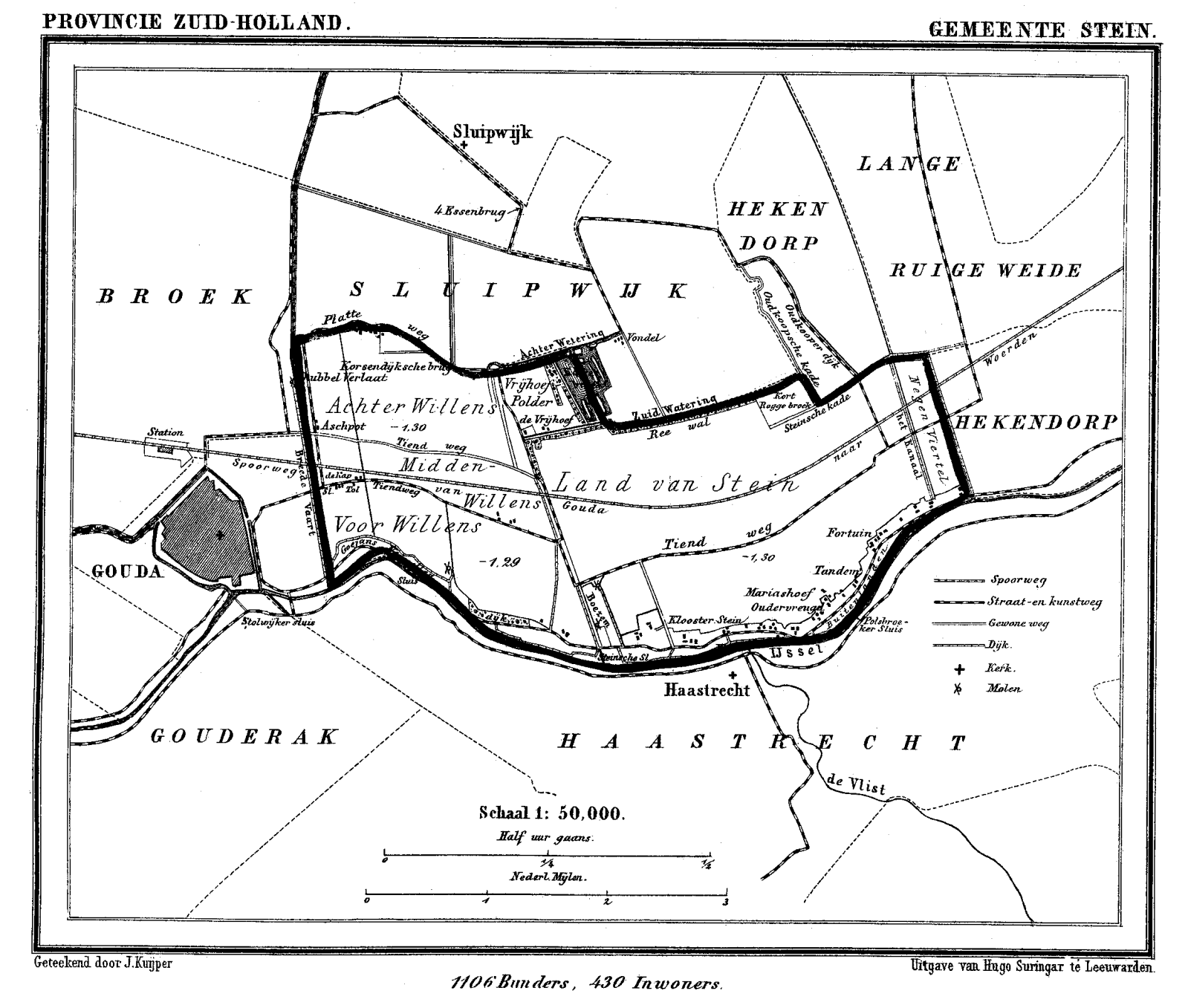
Gemeente Stein ± 1868. (Kaart van J. Kuyper)

Tot 1795 werd het bestuur gevormd door leden van de Goudse vroedschap. Het was in die tijd toegestaan dat bestuurders buiten de gemeente woonachtig zijn. In 1848 werd een einde gemaakt aan de invloed van de stad op de bestuurdersbenoemingen. Een gemeentehuis heeft de gemeente Stein ca nooit gehad, de secretarissen hielden de stukken gewoon onder zich.

## Aard van de gemeente
Het gebied had en heeft een agrarische structuur.

## Historische gebouwen
Op het grondgebied van deze gemeente Stein bevond zich het Klooster Emmaüs, waar Desiderius Erasmus kloosterling was. Het klooster werd in 1549 door brand verwoest, nu bevindt zich hier de boerderij "Het klooster".